# Allan Steen Hansen
Allan Steen Hansen (født 10. september 1979 i Brædstrup) er en dansk ungdomspolitiker, der mellem marts 2007 og 2010 var landsformand for Dansk Folkepartis Ungdom og folketingskandidat for Dansk Folkeparti i Vejle Nordkredsen (Sydjyllands Storkreds).
Hansen, der er matematisk student fra Tørring Amtsgymnasium og senere uddannet handelsassistent, arbejder i en trælasthandel i Brande. Han var desuden i en årrække næstformand for Dansk Folkepartis lokalafdeling i Ikast-Brande Kommune og medlem af partiets hovedbestyrelse frem til 2010.
Allan Steen Hansen meldte sig i 2014 ud af Dansk Folkeparti i protest mod partiets angivelige venstredrejning. Han meldte sig i stedet ind i Venstre.